# Seal the Deal & Let's Boogie
Seal the Deal & Let's Boogie er Volbeats sjette studiealbum, der udkom 3. juni 2016. Det er bandets første album, efter at Anders Kjølholm havde forladt bandet i november måned året inden. Ligesom flere af de foregående album har albummet et overordnet tema.
På albummet medvirker Johan Olsen, som også medvirkede på "The Garden's Tale" på albummet Rock The Rebel / Metal The Devil fra 2006, og den canadiske rockmusiker Danko Jones fra bandet af samme navn. Som musikere medvirker Rob Sinclair og Jacob Hansen, som begge har medvirket som musikere på andre af bandets album.
Albummet modtog overvejende gode anmeldelser, men ikke helt så gode som forgængeren Outlaw Gentlemen & Shady Ladies. Det toppede hitlisterne i Belgien, Danmark, Finland, Tyskland, Sverige og Schweiz og nåede top 10 i yderligere fire lande, heriblandt USA, hvor det blev gruppens første album i top 5 på Billboard 200. Albummet solgte dobbelt platin i Danmark og platin i både Tyskland og Østrig. Albummets førstesingle, "The Devil's Bleeding Crown", nåede som den femte af gruppens singler nummer 1 på US Mainstream Rock, og "For Evigt" nåede tredjepladsen på den danske hitliste. Sidstnævnte blev også kåret til "Årets lytterhit" ved P3 Guld.

## Baggrund
I foråret 2015 bekræftede Volbeat, at de havde et nyt album var undervejs, og at det ville blive udgivet i 2016. Under en koncert i San Antonio optrådte de med en ny sang kaldet "The Devil's Bleeding Crown". Kun halvdelen af sangen blev dog spillet til koncerten. Allerede i april måned udtalte Poulsen under et interview, at han havde skrevet syv sange til bandets kommede sjette studiealbum.
Under gruppens koncert i Tusindårsskoven i Odense den 1. august 2015 optrådte Volbeat optrådte for første gang med sangen "The Devil's Bleeding Crown" i sin fulde længde, hvilket de med vilje havde gemt til koncerten i Danmark. Koncerten blev desuden den sidste bandet udført i 2015, idet de herefter koncentrerede sig om at indspille Seal the Deal & Let's Boogie. På en bytur havde Poulsen og gruppens producer, Jacob Hansen, mødt Tue West, og hørte hans korsange Mia Maja, som de efterfølgende fik med til indspilningerne af albummet.

Den 3. april 2016 postede Volbeat en teaser for deres kommende album på Youtube, og indikerede at det snart ville udkomme. De havde desuden lavet en skattejagt på de sociale medier, hvor albummets titel var gemt i forskellige playlister og på et fanforum.
Den 7. april afslørede de, at deres sjette studiealbum ville blive kaldt Seal the Deal & Let's Boogie og at det ville udkomme 3. juni 2016. Den første single fra albummet var "The Devil's Bleeding Crown", og den udkom den 7. april. Ved forudbestilling af albummet modtog man desuden med kvitteringen et link til at downloade førstesinglen. Poulsen udtalte i et interview, at de havde været igennem omkring 24 sange, inden de var endt med den endelige trackliste på albummet.
Den 29. april udgav gruppen den anden single fra albummet kaldet "For Evigt". Sangen er en duet med Johan Olsen, hvor Poulsen synger på engelsk og Olsen synger på dansk. Sangen er det andet samarbejde mellem Volbeat og Olsen, der også medvirkede på "The Garden's Tale" på albummet Rock The Rebel / Metal The Devil fra 2006. En helt engelsk udgave udelukkende med Poulsen som vokal, kaldet "The Bliss", er inkluderet som et bonustrack på albummet. Poulsen udtalte at det var "Dejligt at have Johan Olsen med igen – vi to kan noget sammen synes jeg".
"Seal the Deal" blev udgivet som albummets tredje single den 20. maj to uger inden albummet udkom. Endnu engang blev der udgivet en musikvideo som bestod af sangteksterne. Den toppede som nummer 3 på Billboard Mainstream Rock Songs. Den fjerde single, "Let It Burn", blev udgivet den 5. september. En rigtig musikvideo med en bokser kaldet Frank Galarza, som følges op til en boksekamp, blev offentliggjort den 4. november.
"Black Rose" blev udgivet som den tredje single i Nordamerika, hvor den blev sendt til rockstationerne den 7. marts 2017. Sangen toppede som nummer 1 på Billboard Mainstream Rock Songs i USA, hvor det blev Volbeats sjette nummer 1 single på hitlisten.
Sangen "Rebound" er et cover af Teenage Bottlerockets sang fra 2003, der udkom på albummet Another Way.
Ifølge Poulsen selv er albummet mere rocket end de tidligere album:
| Citat           | Hvis du går tilbage og lytter til de gamle Volbeat-plader, er der en masse miks af stilarter, rockabilly og country og punkrock og metal. På denne plade er det mere et album; det er et solidt rockalbum | Citat |
| Michael Poulsen | |       |

Sangen "Marie Laveau" er opkaldt efter udøver af voodoo fra New Orleans, og den handler ifølge Poulsen om at vække hende til live og komme i kontakt med Poulsens afdøde far. Sammen med "The Loa's Crossroad" er dette en af sangene på albummet, som har et spirituelt tema.
"Mary Jane Kelly" er opkaldt efter kvinden af samme navn, som var en af Jack the Rippers ofre. På sangen "Goodbye Forever" bliver der brugt et gospelkor, hvilke Poulsen længe har villet prøve. På "Loa's Crossroads" bliver der for første gang brugt sækkepibe på et af gruppens numre.

## Udgivelse
Seal the Deal & Let's Boogie blev udgivet på CD, LP og som digitalt download.
Udover en almindelig CD-udgave med 13 numre, blev albummet også udgivet i en deluxe-version. En limited edition blev også udgivet. Denne udgave indeholder fire ekstra sange, hvoraf den ene er en liveudgave af "The Devil’s Bleeding Crown", der blev optaget ved gruppens koncert i Tusindårsskoven.

## Spor
Michael Poulsen har skrevet alle sange medmindre andet er angivet.
| 1.  | "The Devil's Bleeding Crown"         |                      | 3:58 |
| 2.  | "Marie Laveau"                       |                      | 3:13 |
| 3.  | "For Evigt" (featuring Johan Olsen)  |                      | 4:43 |
| 4.  | "The Gates of Babylon"               |                      | 4:34 |
| 5.  | "Let It Burn"                        |                      | 3:39 |
| 6.  | "Black Rose" (featuring Danko Jones) |                      | 3:55 |
| 7.  | "Rebound"                            | Teenage Bottlerocket | 2:29 |
| 8.  | "Mary Jane Kelly"                    |                      | 5:39 |
| 9.  | "Goodbye Forever"                    |                      | 4:30 |
| 10. | "Seal the Deal"                      |                      | 4:09 |
| 11. | "Battleship Chains"                  |                      | 3:21 |
| 12. | "You Will Know"                      |                      | 4:31 |
| 13. | "The Loa's Crossroad"                |                      | 4:21 |

| 14. | "Slaytan"                                                          |  |
| 15. | "The Bliss"                                                        |  |
| 16. | "Black Rose"                                                       |  |
| 17. | "The Devil's Bleeding Crown" (Live i Tusindårsskoven, Odense 2015) |  |

| 1.  | "The Devil's Bleeding Crown"         |                      | 03:58 |
| 2.  | "Marie Laveau"                       |                      | 3:13  |
| 3.  | "The Bliss"                          |                      | 4:43  |
| 4.  | "The Gates of Babylon"               |                      | 4:34  |
| 5.  | "Let It Burn"                        |                      | 3:39  |
| 6.  | "Black Rose" (featuring Danko Jones) |                      | 3:55  |
| 7.  | "Rebound"                            | Teenage Bottlerocket | 2:29  |
| 8.  | "Mary Jane Kelly"                    |                      | 5:39  |
| 9.  | "Goodbye Forever"                    |                      | 4:30  |
| 10. | "Seal the Deal"                      |                      | 4:09  |
| 11. | "Battleship Chains"                  |                      | 3:21  |
| 12. | "You Will Know"                      |                      | 4:31  |
| 13. | "The Loa's Crossroad"                |                      | 4:21  |

## Personel
Volbeat
- Michael Poulsen - Vokal, rytmeguitar
- Jon Larsen - trommer
- Rob Caggiano - leadguitar, elbas

Yderligere musikere
- Rob Sinclair - banjo
- Jacob Hansen - percussion

Gæstemusikere
- Johan Olsen fra Magtens Korridorer - vokal på "For Evigt"
- Danko Jones fra Danko Jones- "Black Rose"

## Modtagelse

### Anmeldelser
Albummt fik overordnet gode anmeldelser, og Lars Ulrich fra Metallica udtalte i et interview med 'BT, at "Den [Seal The Deal & Let's Boogie] nye plade er rigtig fed".
The Musical Melting Pot beskrev det som et mørkt album, hvor "kærlighed, tab og ensomhed er tilbagevendende temaer". Både "The Gates Of Babylon" og "Goodbye Forever" blev fremhævet som værende henholdsvis "forførende eksotisk" og "skræddersyet til liveoptrædender i arenaer og på festivalpladser". Anmelderen gav albummet 94 %, hvilket ifølge hjemmesiden gjorde det til et "Essential Listening!".
Metal Wani skrev bl.a. at guitar og trommer på "The Devil’s Bleeding Crown" med sikkerhed gav "forhøjet puls". Caggianos guitar riffs blev generelt rost, og han bas på "Marie Laveau" blev også udpeget som et højdepunkt. Poulsens rytmeguitar blev fremhævet på sangene ""Battleship Chains" og "The Loa’s Crossroad". "The Bliss" (den engelske udgave af "For Evigt") var blandt anmelderens absolutte favoritter, og coveret blev også rost. Albummet fik 7,5 af 10 mulige point. En anmelder fra moshville.co.uk skrev, at albummet var skrevet med den bredere fanskare i tankerne, og sammelignede "For Evigt" med "Lola Montez" fra det forrige album.
Loudwires anmelder Chad Bowar skrev, at selvom titlen på albummet var lidt akavet, så var deres musik det bestemt ikke. Han fremhævede desuden Danko Jones' sangstemme gav en god kontrast til Poulsens på "Black Rose". Musikmagasinet GAFFAs anmelder Keld Rud skrev, at der ikke var de "store overraskelser" i vente, bortset fra måske sækkepiben i slutningen af "Loa's Crossroads". Han kaldte coveret af "Battle Ship Chains" for "ikke blot overflødigt, men også røvkedeligt", men gav alligevel fire ud af seks stjerner idet det fortsatte kursen fra gruppens forrige udgivelse.
Ekstra Bladets anmelder Thomas Treo var meget kritisk over for albummet. Under overskriften "Falliterklæring: Volbeat sælger ud" skrev han, at "sjællænderne endegyldigt [er] holdt op med at være metal og i stedet blev rock" og at det var gruppens "mest strømlinede, harmløse og pondusforladte udspil". Han kaldte albummets coverversioner for de mest opsigtsvækkende numre på albummet, og skrev at det klædte "Volbeat med noget autentisk rock’n’roll-svaj på deres svingom" på "Battleship Chains". Treo roste Danko Jones medvirken på "Black Rose" og skrev at nummeret "Seal the Deal" var "et herligt højdepunkt". Han gav tre ud af seks stjerner. Blastbeast.dk's anmelder mente også at albummet var "et alt for sikkert udspil" fordi det "aldrig rigtig slår igennem og simpelthen er for kedeligt."

### Priser
Ved P3 Guld vandt "For Evigt" prisen "Årets lytterhit", der bliver stemt af radiostationens lyttere via SMS. Det er den fjerde af gruppens sange, der har modtaget denne prisen, efter "The Gardens Tale" (2007), "Maybellene i Hofteholder" (2009) og "Fallen" (2011).
Ved Gaffa-prisen 2016 var albummet nomineret til "Årets danske udgivelse" og "Årets Danske Hard Rock-udgivelse", mens "For Evigt" var nomineret til "Årets Danske Hit". Gruppen vandt for både "Årets Danske Hard Rock-udgivelse" og "Årets Danske Hit" samt fik prisen som "Årets Danske Band".
Ved Echo Awards i 2017 var Volbeat nomineret til bedste internationale rockgruppe for albummet Seal the Deal & Let's Boogie, men prisen gik til Metallicas Hardwired...to Self-Destruct.

### Hitlister og kommerciel succes
"For Evigt" nåede hitlisterne i adskillige lande, og nåede nummer 38 i Danmark, nummer 62 i Østrig og 70 i Finland samt nummer 81 i Sverige.
Seal the Deal & Let's Boogie blev gruppens femte album i træk, der nåede nummer 1 på den danske albumhitliste. For første gange nåede et af gruppens album også ind i top-5 på den amerikanske Billboard 200-hitliste med en fjerdeplads, med 51.000 solgte eksemplarer i den første uge efter udgivelsen i juni.
| Chart (2016)                   | Peak position |
| ------------------------------ | ------------- |
| Australien (ARIA)              | 47            |
| Belgien (Ultratop Flanderen)   | 1             |
| Belgien (Ultratop Vallonien)   | 21            |
| Canadiske Albummer (Billboard) | 2             |
| Danmark (Album Top-40)         | 1             |
| Holland (Album Top 100)        | 3             |
| Finland (Musiikkituottajat)    | 1             |
| Frankrig (SNEP)                | 50            |
| Tyskland Offizielle Top 100    | 1             |
| Ungarn (MAHASZ)                | 19            |
| Italien (FIMI)                 | 71            |
| Norge (VG-lista)               | 2             |
| Sverige (Sverigetopplistan)    | 1             |
| Schweiz (Schweizer Hitparade)  | 1             |
| Storbritannien (OCC)           | 16            |
| US Billboard 200               | 4             |

| Hitliste (2016)                         | Placering |
| --------------------------------------- | --------- |
| Belgisk Albums (Ultratop Flanders)      | 67        |
| Dansk Albums (Hitlisten)                | 3         |
| Hollandsk Albums (MegaCharts)           | 82        |
| Tysk Albums (Official German Charts)    | 10        |
| Norsk Albums (IFPI Norway)              | 20        |
| Schweizisk Albums (Schweizer Hitparade) | 27        |
| Østrigs Albums (Ö3 Austria)             | 3         |
| Hitliste (2017)                         | Placering |
| Dansk Albums (Hitlisten)                | 9         |
| Svensk Albums (Sverigetopplistan)       | 51        |
| Østrigs Albums (Ö3 Austria)             | 66        |

### Certificeringer
| Land | Certificering | Salg     |
| --- | ------------- | -------- |
| Østrig (IFPI Østrig) | Platin        | 15.000x  |
| Danmark (IFPI Danmark) | 2× Platin     | 40.000^  |
| Tyskland (BVMI) | Platin        | 200.000^ |
| *Salgstal baseret på certificering alene. ^Forsendelsestal baseret på certificering alene. xUspecificerede tal baseret på certificering alene. |               |          |